# Miccolamia tuberculipennis
Miccolamia tuberculipennis är en skalbaggsart som beskrevs av Stefan von Breuning 1947. Miccolamia tuberculipennis ingår i släktet Miccolamia och familjen långhorningar. Inga underarter finns listade i Catalogue of Life.